# Théâtre Senbonza
Le théâtre Senbonza est une salle de théâtre de Kyoto à la fin du XIXe siècle. L'acteur Matsunosuke Onoe y joue au début de sa carrière en 1889, époque à laquelle Shōzō Makino est le gérant du théâtre,. La société d'importation de films Yokota Shōkai projette souvent des films étrangers au théâtre, à l'origine siège d'une petite troupe itinérante de kabuki.

## Crédit d'auteurs
- (en) Cet article est partiellement ou en totalité issu de l’article de Wikipédia en anglais intitulé « Senbonza Theater » (voir la liste des auteurs).